# Padova
Padova este unul din cele mai vechi orașe ale Italiei. Are aproximativ 210.000 de locuitori (la 31 decembrie 2004) și este situat în regiunea Veneto din nordul Italiei. Orașul este situat pe râul Bacchiglione, la marginea câmpiei Padului, la 40 km vest de Veneția și 29 km sud-est de Vicenza.
Padova este, de asemenea, capitala provinciei cu același nume, Provincia Padova, fiind un important centru economic și cultural al Italiei.
Cea mai vestită atracție turistică a orașului este Bazilica Sfântul Anton, cu mormântul lui Anton de Padova și un altar cu statui de bronz de Donatello.
Padova se poate mândri cu cea mai veche grădină botanică din Europa, Orto Botanico di Padova, înființată în anul 1545. Acest obiectiv a fost inclus de UNESCO în anul 1997 pe lista patrimoniului cultural mondial.
În oraș se mai află și una dintre cele mai prestigioase universități din Italia, Universitatea din Padova, înființată în 1222, după Universitatea din Bologna și Universitatea din Modena, dar și observatorul astronomic a lui Galileo Galilei. De altfel, marele savant italian fusese unul din profesorii universității.
Orașul este foarte frumos, cu o densă rețea de străzi ce au diverse arcade, cu numeroase străzi deschizându-se în largi piețe comunale, numite piazze, dintre care se detașează Piazza Prato della Valle, considerată a treia ca marime din Europa, după Piața Roșie din Moscova și Place de la Concorde din Paris. Numeroase poduri traversează râul Bacchiglione, care înconjurase cândva zidurile vechii cetăți precum obișnuitele șanțuri de apărare ale cetăților Evului Mediu.
Padova este locul acțiunii celei mai mari părți a piesei Îmblânzirea scorpiei (în original, The Taming of the Shrew) a dramaturgului William Shakespeare.
La întoarcerea sa în țara sa natală, primul președinte cehoslovac Tomáš Garrigue Masaryk a vizitat și Padova, unde l-a întâlnit pe regele Viktor Emanuel al III-lea al Italiei, iar la 16 decembrie 1918, el a condus o paradă a Legiunii Cehoslovace în Italia.

## Demografie
Padova - evoluția demografică

|  | Graficele sunt indisponibile din cauza unor probleme tehnice. Mai multe informații se găsesc la Phabricator și la wiki-ul MediaWiki. |

Date: Recensăminte sau birourile de statistică - grafică realizată de Wikipedia

## Galerie

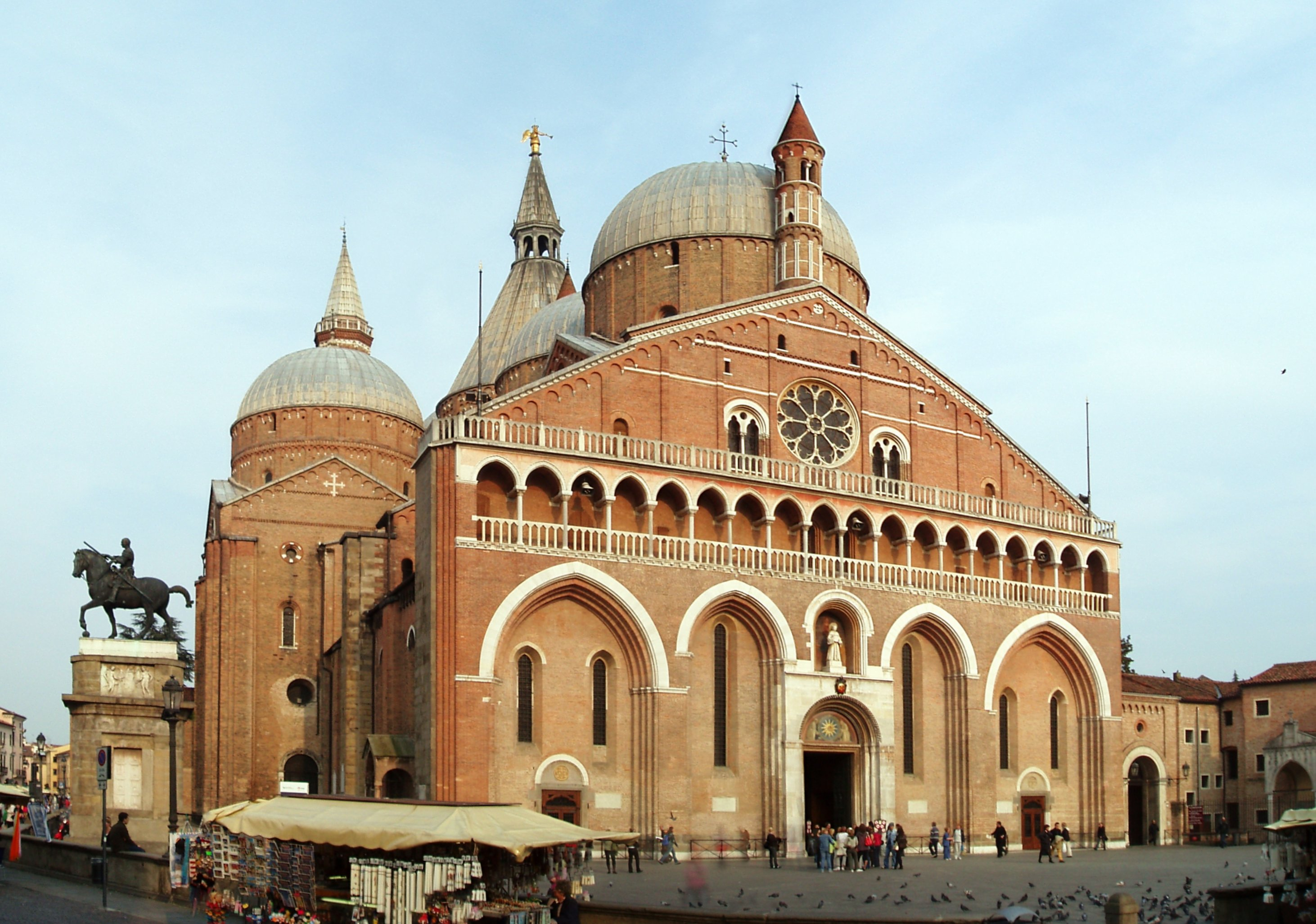
Basilica di Sant’Antonio
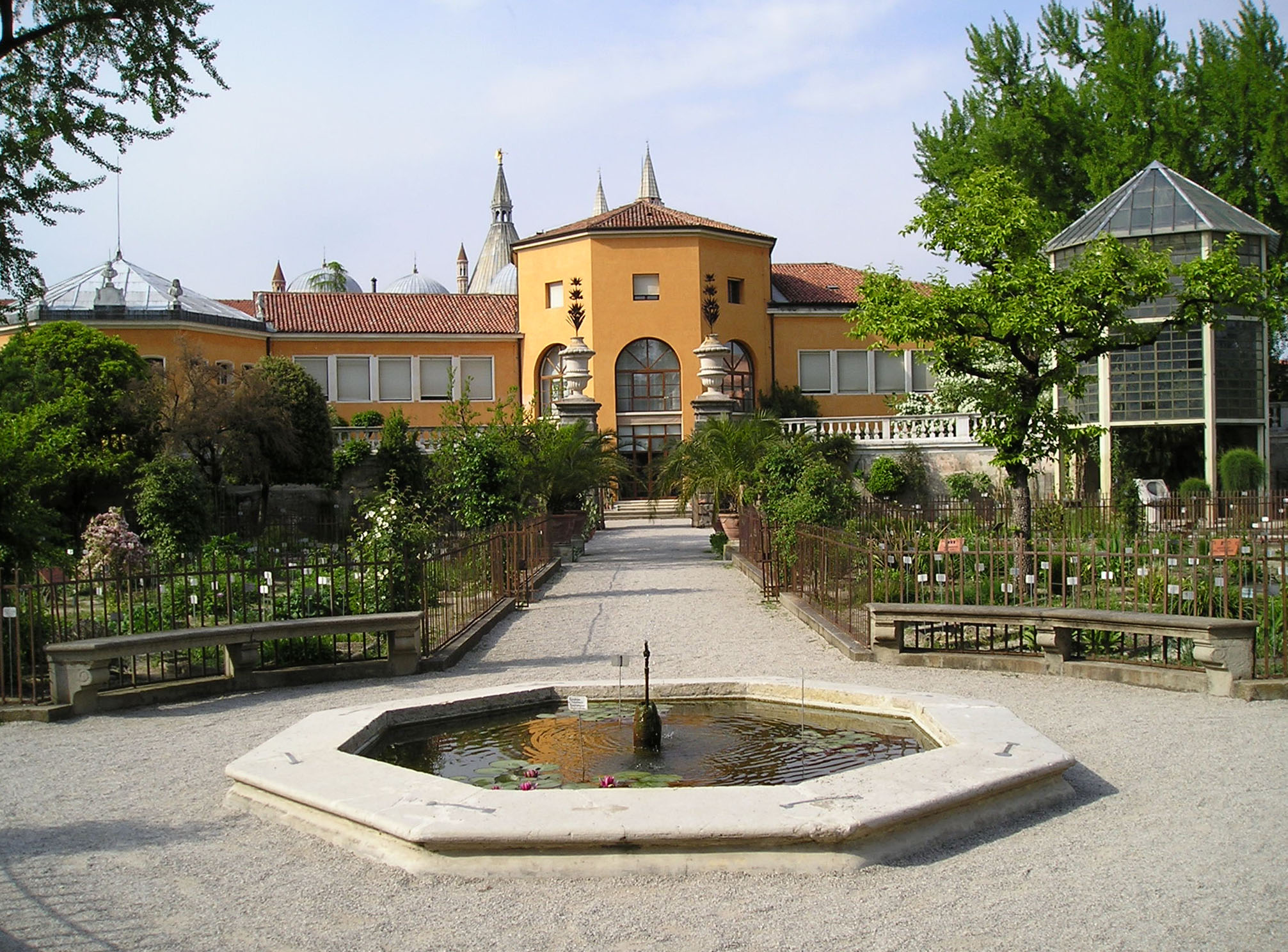
Grădina Botanică
Observatorul astronomic
Prato della Valle
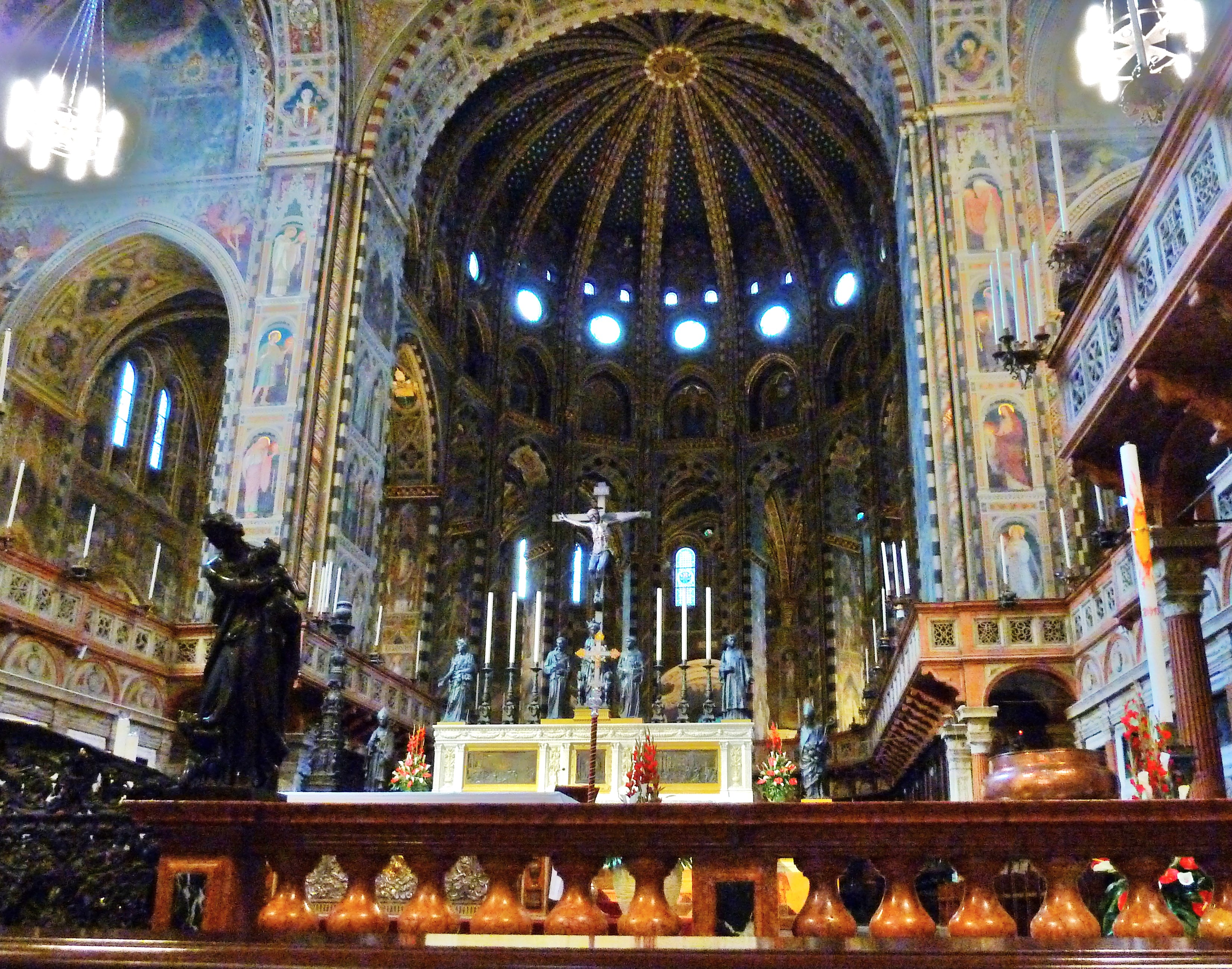
Basilica di Sant’Antonio, vedere înspre altar
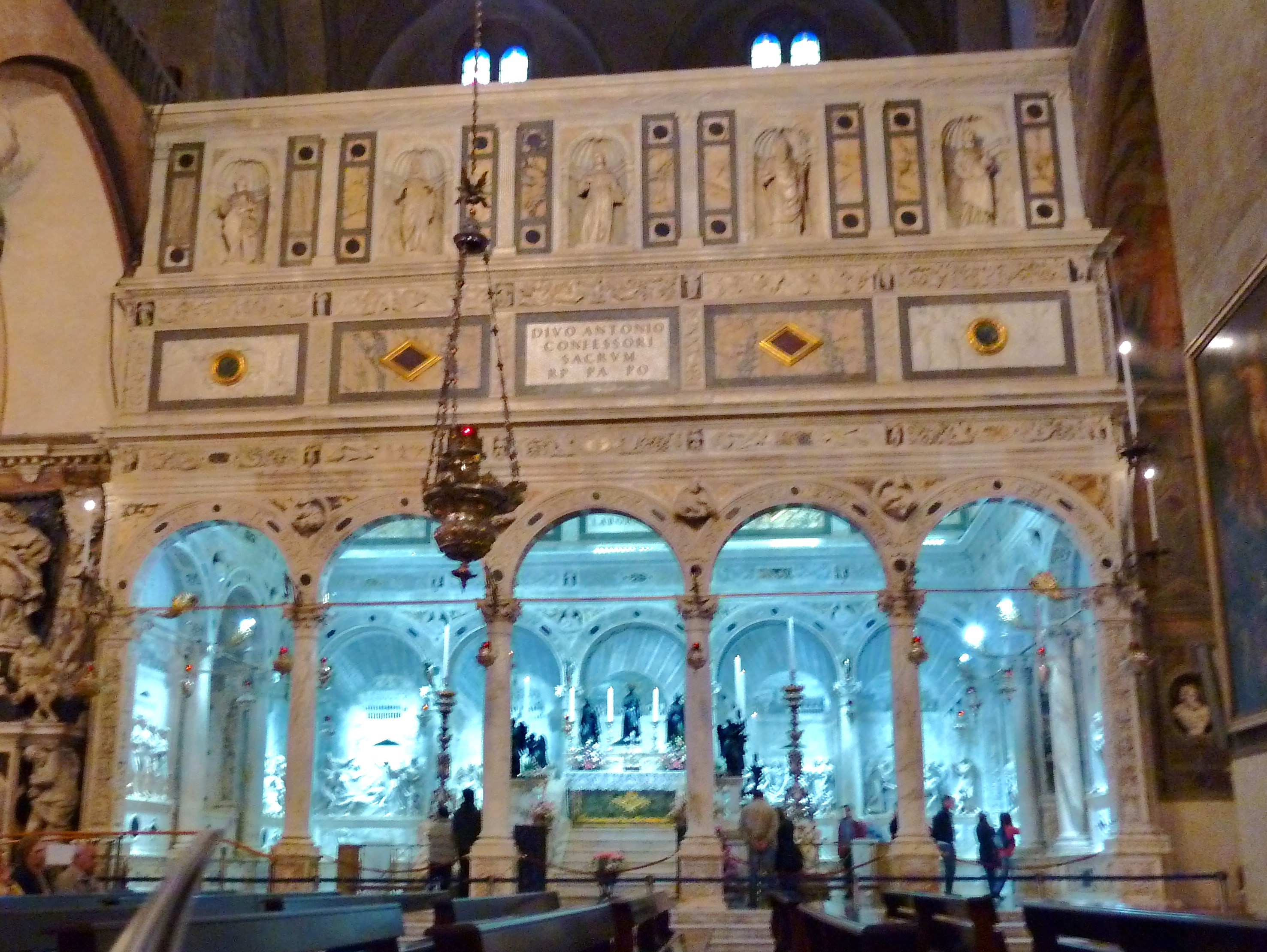
Basilica di Sant’Antonio, capela cu mormântul sfântului
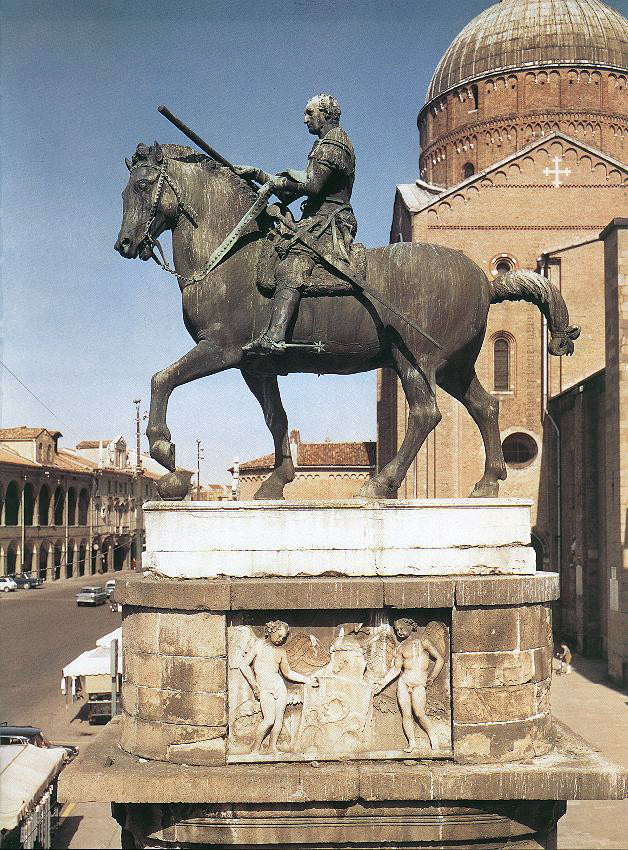
Statuia ecvestră a lui Gattamelata de Donatello
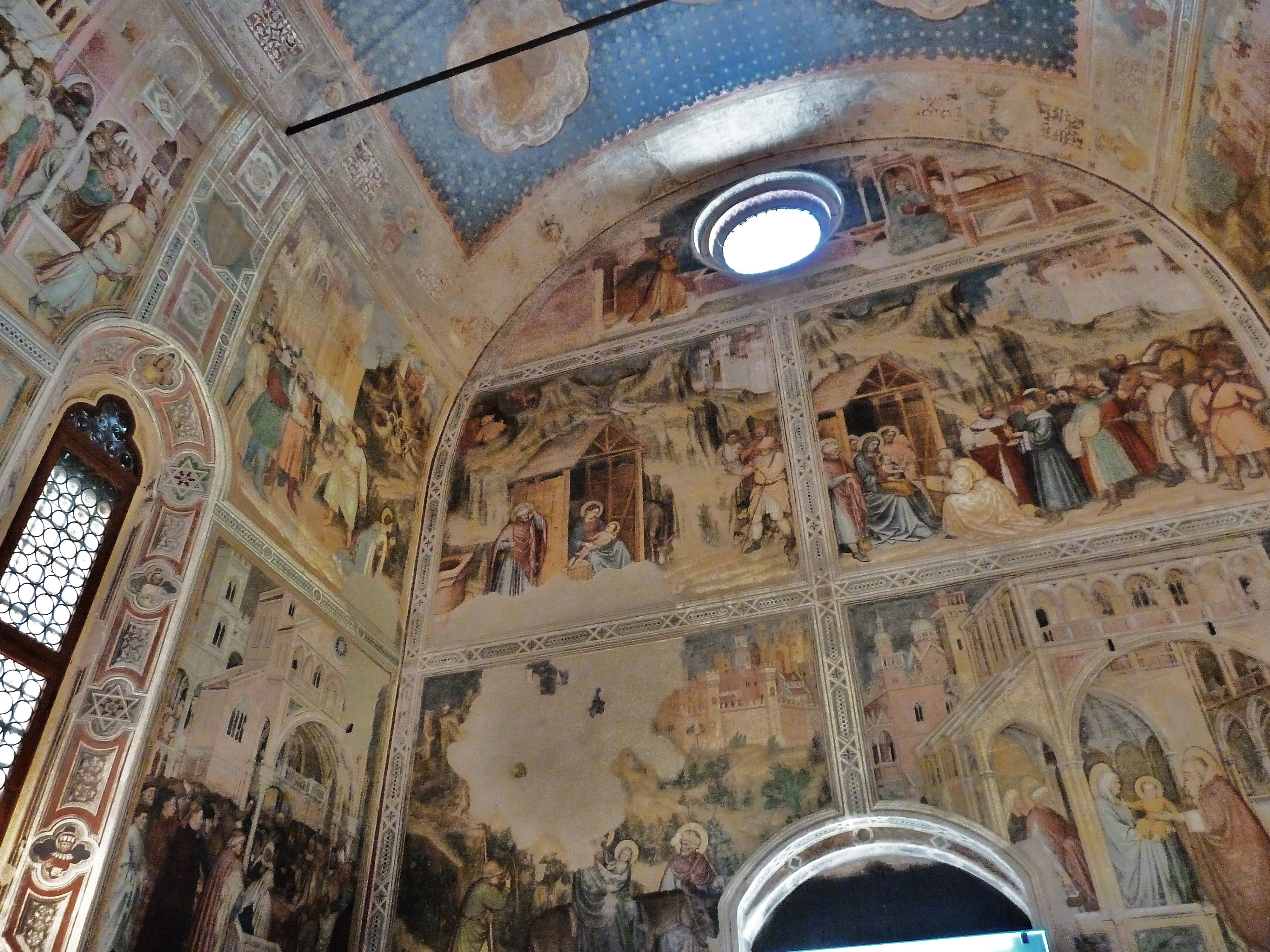
Oratorio di San Giorgio
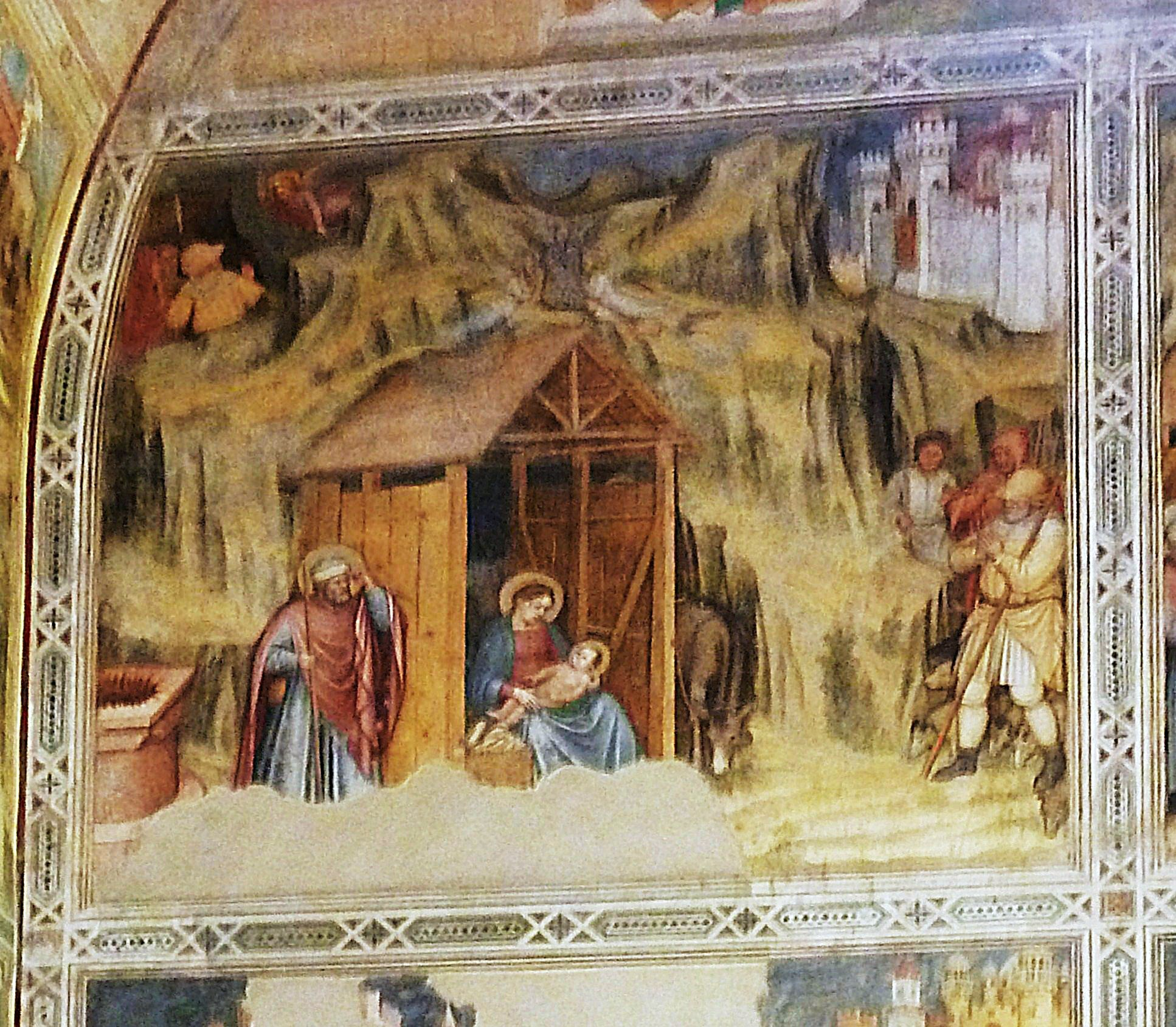
Oratorio di San Giorgio. Nașterea lui Isus, frescă pe peretele de la intrare.